# Reliance Building
Il Reliance Building è un grattacielo storico situato a Chicago, negli Stati Uniti, noto per essere uno dei primi esempi di architettura moderna nella città e un importante esponente del movimento della Scuola di Chicago. Completato nel 1895, è stato progettato dagli architetti Daniel Burnham e John Wellborn Root, con il contributo successivo di Charles Atwood dopo la morte di Root nel 1891. Situato nel quartiere Loop di Chicago, al 32 di North State Street, il grattacielo è stato riconosciuto come un National Historic Landmark nel 1976 .

## Storia e progettazione
Il Reliance Building fu commissionato da William Ellery Hale, un investitore immobiliare, con l'intento di realizzare una torre per uffici nel cuore del distretto commerciale di Chicago. La progettazione originaria prevedeva un edificio di 16 piani, ma dopo la morte prematura di Root nel 1891, il progetto venne modificato. Charles Atwood, che subentrò nella progettazione, mantenne la griglia strutturale di base e introdusse nuove tecniche costruttive .
Il grattacielo fu costruito rapidamente, tra il 1891 e il 1895, in un contesto di grande fermento per l'architettura dei grattacieli a Chicago, la città che divenne il centro di innovazione per l'architettura moderna grazie al movimento della Chicago School. Il Reliance Building si distinse per l’uso innovativo della terra cotta smaltata e del vetro, che conferivano all’edificio un aspetto luminoso e futuristico, tanto da essere descritto come una struttura "magicamente" emersa dalla terra .
All'inizio, il Reliance Building ospitava uffici per professionisti, tra cui medici e dentisti, che apprezzavano l'illuminazione naturale garantita dalle ampie finestre. La scelta di materiali bianchi e lucidi, come la terra cotta smaltata, conferiva all'edificio un aspetto igienico, ideale per attività sanitarie. Nonostante il suo impatto innovativo, l'edificio non riuscì a mantenere una piena occupazione a causa della Grande Depressione, e subì un lungo periodo di declino .

## Architettura
Il Reliance Building è stato una delle prime costruzioni ad adottare una struttura in acciaio e terra cotta, che permetteva di realizzare ampie superfici vetrate, in contrasto con la tipica architettura in mattoni di Chicago dell'epoca. La facciata dell'edificio, composta da vetro e terra cotta bianca, era progettata per riflettere la luce naturale e creare un'illusione di pulizia e modernità. Il design, inizialmente criticato da alcuni per la sua apparente fragilità e per l'uso di materiali industriali, è oggi considerato un punto di riferimento nell'evoluzione dei grattacieli .
La parte inferiore del grattacielo presentava colonne in acciaio, mentre i piani superiori erano supportati da pilastri in ferro a sezione H. La struttura esterna dell'edificio era decorata con piastrelle di terracotta per migliorare la resistenza al fuoco e conferire un aspetto uniforme e pulito. La facciata vetrata e la riduzione dell'uso dei muri portanti furono viste come una rivoluzione nell'architettura, sebbene alcuni critici, come M. Schuyler, le considerassero una "decadenza" della tradizione muraria .

## Restauro e riutilizzo
Nel 1970, il Reliance Building fu designato National Historic Landmark, un riconoscimento che ne ha consacrato il valore storico e architettonico. È considerato un simbolo dell'innovazione tecnologica e dell'evoluzione dell'architettura dei grattacieli, nonché un precursore della moderna costruzione in vetro e acciaio .
Nel 1994, la città di Chicago acquistò l'edificio e avviò un ambizioso progetto di restauro che includeva il rifacimento delle facciate in terra cotta e il ripristino delle finestre. Successivamente, l'edificio fu venduto a un sviluppatore privato che ne ristrutturò gli interni, trasformandolo in un boutique hotel, oggi noto come Staypineapple Hotel .

## Curiosità
- Il Reliance Building è stato uno dei primi edifici a essere definito "auto-pulente" grazie alla sua facciata liscia in terra cotta, che si pensava avrebbe permesso alla pioggia di eliminare lo sporco senza necessità di manutenzione. Questo mito si rivelò errato, ma contribuì a rafforzare l'immagine di modernità e igiene dell'edificio [2].
- La costruzione del grattacielo si distinse per le sue modalità inusuali: per risolvere il problema di occupazione del sito, l'edificio precedente venne sollevato di diversi piani, permettendo la costruzione delle nuove fondamenta sotto gli uffici esistenti [2].

## Galleria d'immagini

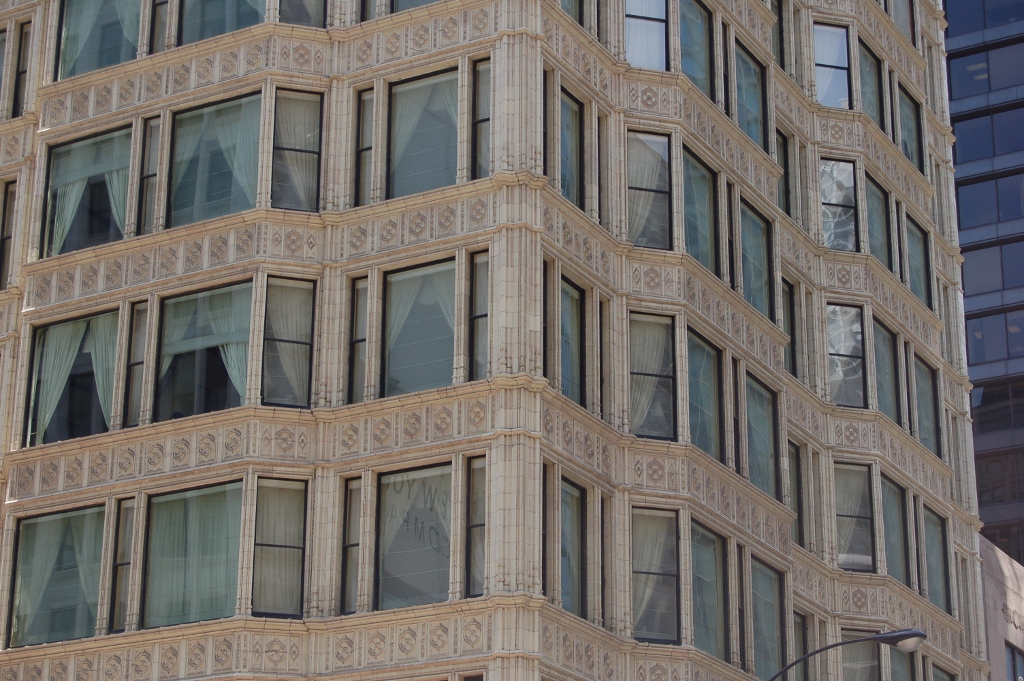
Dettaglio
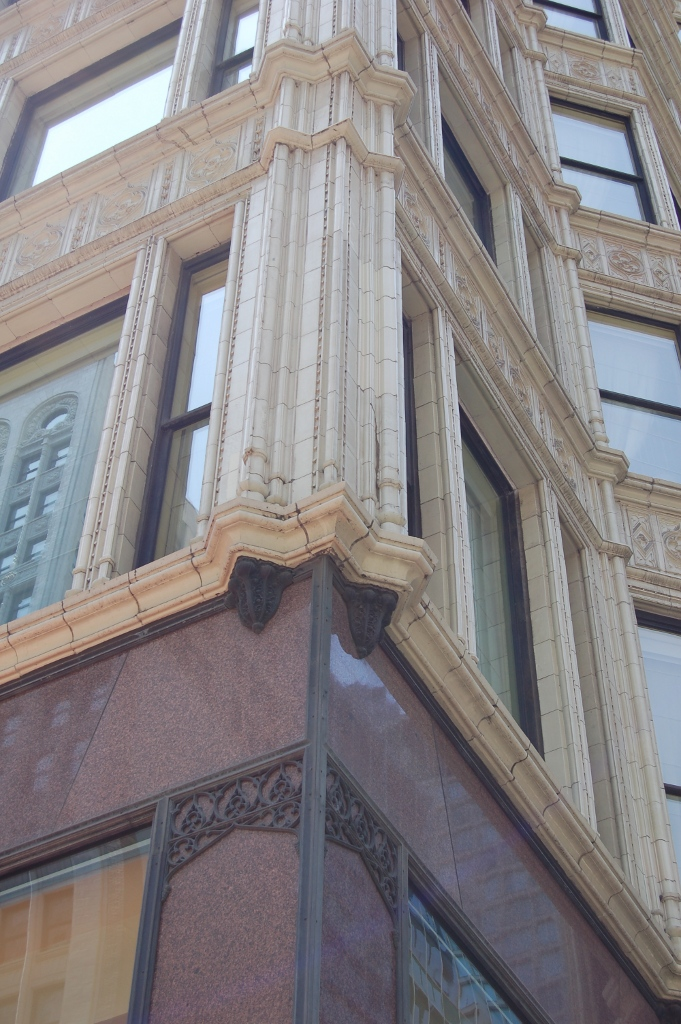
Dettaglio